# Cunimundo
Cunimundo (morto em 567) foi um rei dos gépidas durante o século VI. Foi o último dos reis gépidas, e liderou-os durante sua derrota para os lombardos, em 567.

## Guerra contra os lombardos

### Contexto
Os gépidas controlavam a importante cidade de Sirmio (atual Sremska Mitrovica, na Sérvia) desde 536, quando a conquistaram do imperador bizantino Justiniano I. Em 549 travaram uma guerra contra os lombardos, que pediram e receberam auxílio de Justiniano, na forma de 15.000 homens. Esta força, relativamente grande, fez com que os gépidas rapidamente procurassem estabelecer uma trégua com os lombardos. Existia uma longa disputa entre os habitantes de Turisindo, então rei dos gépidas, e Audoíno, rei dos lombardos.

### Ascensão ao poder
A guerra declarada contra os lombardos, agora liderados por Alboíno, recomeçou em 565. Cunimundo apelou ao novo imperador bizantino, Justino II, prometendo Sirmio em troca pelo auxílio. Justino aceitou, e os gépidas conquistaram uma vantagem temporária, embora Cunimundo não tenha conseguido libertar Sirmio. 
Os lombardos formaram posteriormente uma aliança com os ávaros. Cunimundo fez novamente a mesma proposta a Justino, que a aceitou; desta vez, no entanto, o rei gépida conseguiu passar Sirmio para o comando dos bizantinos. As tropas bizantinas, no entanto, recusaram-se se não entraram em combate com os gépidas para defender a cidade, e embora os ávaros não tenham enviado suas tropas também, os lombardos acabaram por derrotar os homens de Cunimundo em 567. De acordo com os registros de Paulo, o Diácono, o próprio Alboíno teria matado o rei derrotado e transformado sua caveira numa pátera (espécie de cálice).